# Николай (шхуна, 1822)
«Николай» — парусная шхуна Сибирской флотилии Российской империи.

## Описание шхуны
Парусное судно «Николай», согласно отчету о крушении, представляло собой «ветхую и худо скрепленную шхуну».

## История службы
Парусная шхуна «Николай» построена в 1822 году и, после спуска на воду, зачислена в состав Сибирской флотилии. С 1823 по 1827 год совершала плавания между портами Охотского моря.
18 (30) августа 1827 года шхуна под командованием штурмана В. С. Скрыпова и управлением штурмана Курицына при выходе из Охотска села на мель («приткнулась к Тунгузской кошке»), что было обычным явлением того времени. Во время отлива со шхуны был снят груз и рангоут, но люки были оставлены открытыми. При следующем приливе шхуна заполнилась водой и была разбита в течение следующих трех дней. Штурман Курицын, обвиненный в «постановлении шхуны на мель» в скором времени скончался, а командир судна В. С. Скрыпов 24 апреля (6 мая) 1829 года получил «строжайший выговор».

## Командиры шхуны
Командирами парусной шхуны «Николай» в составе Российского императорского флота в разное время служили:
- лейтенанат Э. К. фон Розенбах (1823—1825 годы)[6];
- штурман B. C. Скрыпов (1826—1827 годы)[1].